# Obstbau (Zeitschrift)
Die Obstbau ist das Organ der Fachgruppe Obstbau im Bundesausschuss Obst und Gemüse und die führende Fachzeitschrift für Obstbau in Deutschland.
Die Zeitschrift erscheint monatlich.